# Tullio Innocenti
Tullio Innocenti (Arezzo, 28 dicembre 1939 – Arezzo, 15 dicembre 1994) è stato un politico italiano.